# Wappen des Bezirks Neukölln
Das Wappen des Bezirks Neukölln wurde von der für den Bezirk namengebenden Stadt Neukölln übernommen.
Das Wappen wurde am 12. April 1956 vom Senat des Landes Berlin verliehen.

## Blasonierung
„Ein halbgespaltener und geteilter Schild, darin im ersten, schwarzen Felde ein silberner Abendmahlskelch, im zweiten, silbernen Felde ein auf den Flügeln mit goldenen Kleestengeln belegter goldenbewehrter roter Adler und im dritten, roten Felde ein silbernes achtspitziges Kreuz. Auf dem Schild ruht eine rote dreitürmige Mauerkrone, deren mittlerer Turm mit einem kleinen Berliner Wappenschild belegt ist.“

## Geschichte und Bedeutung

### Neukölln

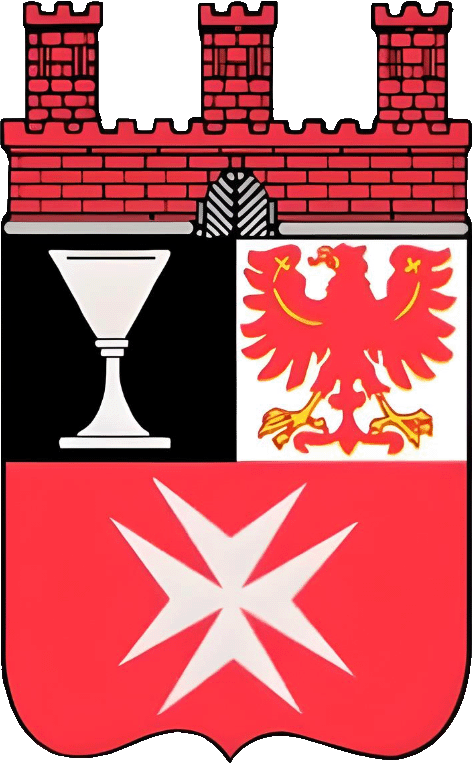
Wappen der Stadt Rixdorf (Neukölln)

Neukölln hieß bis 1912 noch Rixdorf und war seit 1435 im Besitz von Berlin-Cölln. Am 1. April 1899 wurde Rixdorf zur Stadt erhoben, und am 10. November wurden vom Magistrat Mittel zur Schaffung eines Stadtwappens bereitgestellt. Es wurden 25 Entwürfe wiederholt vom Heroldsamt beanstandet, bis man sich auf ein Wappen mit geteiltem und oben gespaltenem Schild einigen konnte. Es zeigte im unteren, in Rot tingierten Feld das Johanniterkreuz in Silber, rechts oben den roten Adler in silbernem Feld und links oben einen silbernen Hussitenkelch in schwarzem Feld. Bevor das Wappen die königliche Genehmigung bekam, mussten noch die Felder umgestellt werden, so dass sich die Landesfarben des Deutschen Kaiserreiches Schwarz-Weiß-Rot ergaben. Das Wappen wurde durch königlichen Erlass der Stadtgemeinde am 29. Mai 1903 verliehen.
Das nun amtliche Wappen zeigt oben im linken, schwarz tingierten Feld den silbernen Hussitenkelch. Oben im rechten, silber tingierten Feld den roten, golden bewehrten brandenburgischen Adler, dessen ausgespreizte Flügel mit je einem goldenen Kleestengel belegt sind. Unten im rot tingierten Feld ist das silberne Johanniterkreuz. Auf dem Wappen ruht eine dreitürmige Mauerkrone, in deren Mitte sich ein Stadttor befindet. Die Mauerkrone, die bereits im 18. Jahrhundert Eingang in die deutsche Heraldik fand, symbolisiert das Stadtrecht. Die Symbole des Wappens tragen der historischen Ortsentwicklung Rechnung. Der Johanniterorden war mit seinem Hof Richardsdorf Gründer der Siedlung. 1360 wandelten sie ihren Hof in eine Dorfgemeinde um, das spätere Rixdorf. Der Johanniterorden wird durch das Johanniterkreuz symbolisiert. Berlin-Cölln erwarb 1435 Rixdorf vom Johanniterorden. Der Besitz durch Berlin-Cölln, aber auch die Lage innerhalb der Cöllnischen-Wiesen, wird durch das Wappen Cöllns, den brandenburgischen Adler, symbolisiert. König Friedrich Wilhelm I. ließ 1737 böhmische Kolonisten auf dem Schulzengut ansiedeln, woraus die selbstständige Gemeinde Böhmisch-Rixdorf hervorging. Rixdorf wurde zu Deutsch-Rixdorf. 1873 erfolgte die Vereinigung der beiden Gemeinden. Der Hussitenkelch steht symbolisch für die böhmischen Kolonisten.

### Bezirkswappen
Bevor das Wappen Neuköllns am 12. April 1956 für den Bezirk Neukölln übernommen wurde, unterzog man es einer kleinen heraldischen Überarbeitung. Der Adler und der Kelch wurden etwas verändert, der Schild wurde unten abgerundet und die Mauerkrone gegen die alle Bezirke mit Berlin verbindenden Mauerkrone ausgetauscht.
Nach den Bezirksfusionen am 1. Januar 2001 wurden alle Bezirkswappen, also auch das vom Bezirk Neukölln, mit einer neuen Mauerkrone versehen.

## Wappen der Ortsteile
Von den 1920 nach Berlin eingemeindeten und dem Bezirk Neukölln eingegliederten Dörfern Britz, Buckow und Rudow besaß keines ein eigenes Wappen.